# イワン・マラホフ
イワン・パヴロヴィチ・マラホフ（イヴァーン・パーヴロヴィチ・マラーホフ、ロシア語: Иван Павлович Малахов, ラテン文字転写: Ivan Pavlovich Malakhov, 1953年6月29日 - ）は、ロシアの政治家。2003年8月から2007年8月7日まで、サハリン州知事を務めた。統一ロシア所属。アストラハン州アフトゥビンスク地区（アフトゥビンスキー地区）ポロゴーエ・ザイミシチェ出身。

## 経歴・人物
1971年高等学校を卒業後、兵役に就きソ連海軍に勤務する。1973年レニングラード高等海軍技術学校（現在の海軍技術大学）に入学し、機械技師の資格を取得する。
軍務に戻り、サハリン州ネヴェリスクで国境警備隊に所属、10年間巡視船勤務に当たり2等船長の階梯にまでなる。
1989年ネヴェリスク地区執行委員会議長を務めていたイーゴリ・ファルフトジノフ（ファルフジーノフ）の誘いでネヴェリスク市行政府（市役所）に入り「Горжилкомхоза」主任技師として働く。1990年ネヴェリスク市第一副市長を経て、1991年市長。
1996年ロシア連邦大統領付属ロシア公共サービスアカデミーを修了する。修了時の論文「地域資源の合理的利用」で経済学博士候補号を授与される。
1996年サハリン州第一副知事。1997年からはサハリン州経済委員会議長も務めた。
2003年8月に自らを引き上げてくれたファルフトジノフ知事が現職のまま亡くなると、後任の知事に選出された。知事としては北方領土の日本への返還に反対を表明する。
2007年8月2日、サハリンで州都ユジノサハリンスクから約60km離れたネベリスク付近を震源とするマグニチュード6.8の地震があった。この地震で死者が2名、約2000人が家屋を失う被害を受けた。8月7日、ウラジーミル・プーチン大統領は、マラホフ知事に対して救援活動の不手際の責任を問い知事から解任した。
知事退任後は、2009年3月18日、全ロシア博覧センター社長に就任。独立国家共同体（CIS）国家間博覧会見本市及び会議活動評議会議長。2010年9月からは広域博覧会産業協会（UFI）理事。